# Nolan Ryan
Lynn Nolan Ryan , Jr. (Refugio, Texas, 31 de enero de 1947) es un beisbolista retirado estadounidense que se desempeñó como un pitcher de las Grandes Ligas de Béisbol. Su característica principal era la fuerza y rapidez de sus lanzamientos. Jugó para cuatro equipos diferentes durante 27 temporadas y era conocido por su sobrenombre "El Expreso de Refugio Texas".
Ryan jugó durante 4 décadas distintas (´60s -´90s) y en 8 Juegos de las Estrellas. Fue 6 veces el mejor de la liga en ponches, en sus primeros doce años.            Logró durante su carrera récord de 7 juegos sin hit y 12 de un solo hit.                          Fue el primer pitcher en llegar a los 4,000 ponches, y fue en 1985. Ponchó a 1,176 diferentes bateadores. El 22 de agosto de 1989 consiguió su ponche 5,000 frente a Ricky Henderson, y terminó con 5,714 ponches en su carrera. Su 7° y último juego sin hit ni carrera lo logró a los 44 años en 1991. Se retiró a los 46 años.

## Inicios

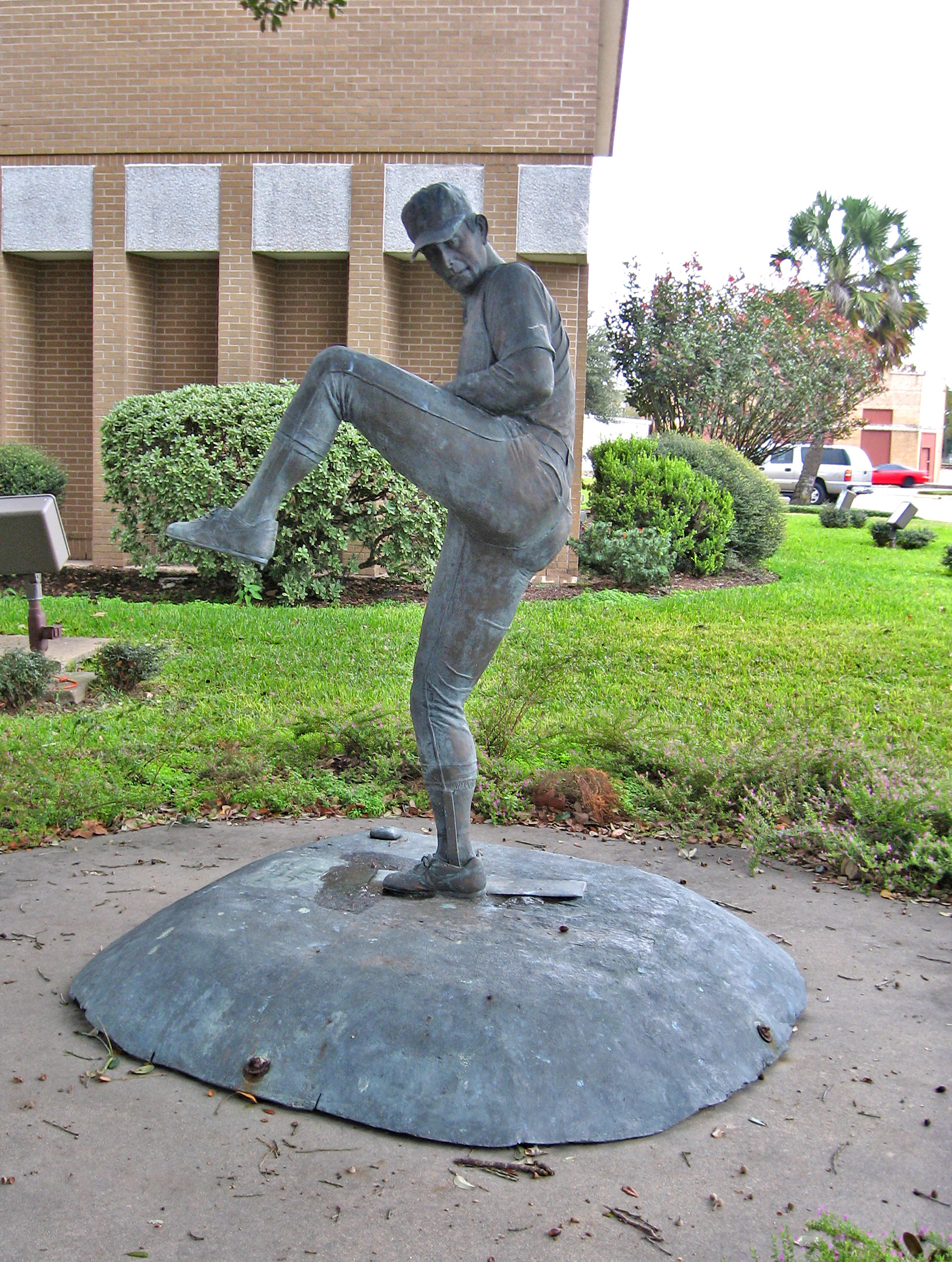
Estatua en honor al jugador estadounidense de béisbol Nolan Ryan.

Desde joven Ryan dio muestras de su fuerza para lanzar. Por ejemplo, durante un inning de un juego de secundaria, fracturó el brazo del primer bateador con un lanzamiento recto y al siguiente le quebró el casco. El tercero ya no quiso salir a batear, pero lo hizo al final y fue ponchado en tres lanzamientos.
Fue seleccionado por los Mets de Nueva York en 1965. El año de su debut (1966) tuvo un desempeño de 0-1 en dos juegos. En 1967 jugó en Carolina League y rindió 272 ponches, 127 bases por bola y 17 victorias en Greenville, todos récords para esa época. También en ese año hizo el servicio militar. Para 1968 retornó a las Ligas Mayores.

### Primeros años
En 1969 consiguió 6 victorias y 9 derrotas con 3.09 ERA y 133 ponches en 134 innings. No obstante, tenía una característica que no le abandonaría en su carrera: ser un pitcher descontrolado. A pesar de todo, salvó el juego decisivo para ganar la liga y el juego tres de la Serie Mundial con los Mets, que al final ganaron frente a los Baltimore Orioles en 5 juegos.
En 1971, cansado de la gran ciudad de Nueva York, fue trasladado a los California Angels. En 1972 ponchó a 300 bateadores y ganó 19 juegos con 2.28 ERA. El año siguiente se convirtió en el quinto pitcher, hasta ese momento, en tirar dos juegos sin hit en una temporada. También superó el récord de Sandy Koufax de 382 ponches, pues logró 383. A pesar de ello no ganó el trofeo Cy Young.
En 1974 se convirtió en el primer pitcher con tres temporadas de más de 300 ponches. Por otro lado, el 20 de agosto de ese año se le cronometró un lanzamiento de 100.9 mph, récord en el Libro Guinness de los récords.

### Últimos años en las grandes ligas
Firmó con los Astros después de la temporada de 1979, siendo así el primer jugador con contrato de un millón de dólares por año. Logró el ponche número 3.000 de su carrera el 4 de julio de 1980. El 27 de abril de 1983 superó el récord de Walter Johnson cuando sobrepasó los 3.509 strikeouts.
Las temporadas de 1984 y 1985 estuvieron plagadas de lesiones. En su regreso, en 1986, logró 194 ponches en 178 innings, su mejor desempeño desde 1978.
En 1988 logró otro título de más strikeouts con 228. Al terminar la temporada fue contratado por los Texas Rangers. 
En 1991 lanzó su último juego sin hit ni carrera, a sus 44 años de edad. Su temporada final fue la de 1993 contando con 46 años de edad. Fue elegido al Salón de la Fama en 1999, con el 98.79 de los votos.